# Phoebe Buffay
La Phoebe Buffay és un personatge de la sèrie de televisió Friends que interpreta l'actriu Lisa Kudrow.
Dels sis amics de la sèrie, la Phoebe és, de ben segur, la més extravagant de tots. Quan era una nena, el seu pare la va abandonar i qui ella creia que era sa mare es va suïcidar; així, tant la Phoebe com la seva germana bessona Úrsula van ser custodiades pel seu padrastre que, alhora, va ser engarjolat. Dins aquest ambient tan poc afavoridor, la Phoebe va viure la infantesa pels carrers, es va casar amb un patinador homosexual i va agafar hepatitis. Més endavant, la Phoebe va descobrir que la fascinava el món dels massatges i es va convertir en massatgista, i va anar a viure amb la Mònica fins que la seva àvia li va deixar el seu apartament i el seu taxi. Després, va trobar la seva mare biològica i, amb ella, el seu germanastre, a qui decideix ajudar servint-li de mare de lloguer. A la novena temporada, un dels amics, en Joey, li presenta en Mike Hannigan, de qui s'enamora i s'acaba casant.
La Phoebe té un do especial de dubtosa qualitat per a la música, i acostuma a cantar i tocar la guitarra al Central Perk. Si bé és cert que els seus amics i la gent normalment accepten la seva música, sovint també els avorreix o els molesta.
Val a dir també que la Phoebe és una gran defensora dels animals i que és vegetariana (si bé es va permetre algun capritx quan estava embarassada però perquè en Joey es va oferir a no menjar carn per compensar el que menjava ella).

## Dades curioses
- Diu que va ser infermera a la seva vida anterior.
- Prediu que morirà el 15 d'octubre del 2032.
- Va dir una vegada que a la seva infantesa un pinxo va escopir-li a la boca, i això va ser causa d'una hepatitis.
- Parla perfectament el francès.
- Un cop, a la seva infància, quan vivia al carrer va assaltar un nen (que era en Ross, malgrat que ella no ho sabia), i li va robar la motxilla on hi havia el seu màxim tresor: una historieta que s'havia inventat.
- No li agrada gens fer massatges a la Monica perquè gemega de mala manera.
- La seva germana bessona és actriu porno.